# Кейтлін Моран
Кетрін Елізабет «Кейтлін» Моран (5 квітня 1975 , Брайтон, Східний Сассекс ) — британська журналістка, феміністична авторка, колумністка газети The Times, де пише три колонки щотижня.
Лауреатка премії British Press Awards в номінаціях «Коментатор року 2010», «Критик року 2011» та «Журналіст року 2011». Має нагороди «The London Press Club» та «The Comment Awards». У 2012 році вона була названа колумністкою року за версією Лондонського прес-клубу та культурним оглядачем за версією премії Comment Awards у 2013 році.

## Життєпис
Народилася у Брайтоні восьмою, найстаршою дитиною в сім'ї (має четверо сестер та троє братів). Батька Моран, ірландця за походженням, було згадано в The Guardian як колишнього ударника рок-гурту, що став прикутим до ліжка через остеоартрит. Кейтлін жила в трикімнатному муніципальному будинку у Вулверхемптоні разом із сім'єю.
Навчалася у Спрінгдейлській молодшій школі, а після її закінчення перейшла на домашню освіту. Місцева влада закрила очі на те, що Кейтлін, як і її сестри та брати, не отримала належної освіти, оскільки її батьки були єдиними хіпі у місті. Моран вважає своє дитинство щасливим, хоч і пішла з дому у 18 років.
У грудні 1999 року Моран вступила в шлюб з рок-критиком The Times Пітером Пафідесом у Ковентрі. Подружжя має двох доньок.

## Журналізм та письменницька кар'єра
Ще у підлітковому віці Кейтлін вирішила стати письменницею. В 13 років здобула перемогу та грошовий приз на конкурсі молодих читачів за есе про те, чому вона любить книги. В 15 років перемогла в конкурсі «Молодий репортер року». Кар'єру розпочала журналісткою «Melody Marker», щотижневого музичного видання. В 16 років написала роман.
В 1992 році Моран розпочинає кар'єру на телебаченні. Стала ведучою музичного шоу Naked City на каналі Channel 4, що складалося з двох серій. В ньому розповідалося про молоді британські гурти, такі як Blur, Manic Street Preachers і Boo Radleys.
Згадки про власне дитинство надихнули Моран на створення власного ТВ-проєкту. Raised By Wolves, за жанром драма та комедія, вперше з'явився на екранах у Великій Британії на каналі Channel 4 в грудні 2013 року.
В липні 2012 року Моран отримала членство в University of Aberystwyth. 
В квітні 2014 року отримала звання однієї з найвпливовіших жінок Британії за версією журналу Power Hour ВВС.
Напівавтобіографічний роман Моран How To Build a Girl (2014) розпочинає свою історію у Вулверхемптоні на початку 90-х. Це перший твір із запланованої трилогії.

## Фемінізм
В 2011 році у Великій Британії опубліковано феміністську книгу Моран Як бути жінкою (How to Be a Woman). Станом на липень 2012 року продано більше 400 000 примірників у 16 країнах. Моран підтримує партію Women's Equality Party, що пропагує гендерну рівність.

## Твіттер-активізм
У серпні 2013 року Моран організувала 24-годинний бойкот Твіттеру в знак протесту проти нездатності соціальної мережі вирішити проблему контенту образливого характеру.
У 2014 році аккаунт Моран в Твіттері став доповненням англійського списку A-Level. У червні 2014 року Reuters Institute for the Study of Journalism назвав Кейтлін Моран найвпливовішою британською журналісткою в Твіттері.

## Нагороди та звання
- 2013 Comment Awards, Культурний Коментатор року
- 2012 London Press Club, Коментатор року
- 2011 Galaxy National Book Awards, Книга року, How to Be A Woman
- 2011 Galaxy National Book Awards, Популярна документально-прозова книга року, How to Be A Woman
- 2011 British Press Awards, Інтерв'ювер року
- 2011 British Press Awards, Критик року
- 2011 Irish Book Award, Категорія Вибір Слухачів, How to Be A Woman
- 2011 Cosmopolitan, Письменник року[7]
- 2010 British Press Awards, Коментатор року